# Devario acuticephala
Devario acuticephala är en fiskart som först beskrevs av Hora 1921.  Devario acuticephala ingår i släktet Devario och familjen karpfiskar. IUCN kategoriserar arten globalt som sårbar. Inga underarter finns listade i Catalogue of Life.